# Воинская должность
Во́инская до́лжность (В/Д) — должность (ранее чин) воина (военнослужащего или военнообязанного в запасе (отставке)) вооружённых сил государства, которая определяет его положение (права и обязанности) по отношению к другим военнослужащим или военнообязанным, в мирное или военное время.
Каждый гражданин (в некоторых государствах и негражданин, например в США), проходящий военную службу (обучавшемуся для прохождения военной службы в военных учебных заведениях и приравненных к ним) в вооружённых силах в соответствии с его служебным положением, военной или специальной подготовкой, принадлежностью к виду ВС, роду войск (сил) вида ВС, спецвойскам или виду (роду) службы, а также по персональным государственным (служебным) заслугам персонально назначается на воинскую должность и наделяется должностными полномочиями в соответствии с ней. Порядок назначения на воинские должности в каждом государстве определяется правовой системой данного государства. Иногда для различия военнослужащих по воинским должностям в вооружённых силах разных государств применяются (применялись) знаки различия воинских должностей, к ним относятся: штандарты, флаги, знамёна, нарукавные, нагрудные знаки (нашивки, бляхи, эмблемы, галуны, шевроны), аксельбанты и другие элементы на военной форме одежды и, иногда, элементы формы одежды (например: маршальский жезл, трости и так далее). В просторечии некоторыми воинская должность называется постом.

## История
Воинские должности — звания (военные должностные лица — чины) в России появляются впервые в период XVI — XVII веков в Русском войске. В середине XVI века и в стрелецком войске войска России имелись следующие воинские должности:
- затинщик, пищальник, стрелец и другие рядовые служители;
- десятник (десятский) — воинская должность и начальный человек (командир) формирования (копейщиков, пищальников, стрельцов, казаков и так далее) состоящего из 10 человек в Русском войске;;
- пятидесятник (пятидесятский) — воинская должность и начальный человек (командир) формирования (копейщиков, пищальников, стрельцов, казаков и так далее) состоящего из 50 человек в Русском войске;
- сотник (сотский) — воинская должность и начальный человек (командир) формирования (копейщиков, пищальников, стрельцов, казаков и так далее) состоящего из 100 человек в Русском войске;
- полуголова (голова двух — трёх сотен, позднее полуполковник и подполковник);
- голова приказа (позднее командир полка, полковник);
- объезжий голова[3] (городовой полицейский);
- засечный голова[4];
- заставный голова[5];
- Голова у снаряда или наряда — начальник артиллерии, позже пушкарский голова[6] (упразднена в 1679 году);
- стрелецкий голова[7] (начальник 500 стрельцов или казаков, начальник над всеми стрелецкими частями (полками) города или уезда);
- казачий голова[8];
- письменный голова[9];
- татарский голова[10];
- станичный голова[11];
- осадный голова[12] (упразднён в 1679 году);
- воевода (начальник различных служб в рати, войске);
- и другие.

Воинские должности-звания сохранялись только во время службы в стрелецком войске. В других войсках до образования полков нового строя воинские должности — звания совпадали с должностями — званиями государевой (гражданской) службы (думный дьяк, дьяк, стольник и так далее).
В период XVII — XVIII веков, в полках нового строя, воинские должности-звания, командный (руководящий) состав (начальные люди) именовался на русский и западноевропейский манер, спецификой Вооружённых сил России было совмещение должности и звания, например человек назначался капитаном роты (компании) определённого полка, а после роспуска формирования лишался чина (должность-звание):
- ефрейтор;
- фендрих;
- капрал;
- фурир;
- прапорщик;
- поручик;
- капитан (ротмистр в кавалерии);
- майор;
- подполковник;
- полковник;
- бригадир;
- генерал-майор;
- генерал-поручик;
- генерал;
- и другие.

Знаками различия должностного положения полковника (или генерала) была статусная трость, которую он заказывал за свой счёт и его личное вооружение. Полковники, подполковники и майоры вооружались как сами желали, обычно клинковым оружием. Капитанам и поручикам выдавались протазаны, урядникам (сержантам, капралам, квартирмейстерам) — алебарды. Все офицеры носили шарфы. Так же начальные люди имели знамёна, личное знамя полковника и первой (полковничьей) роты одновременно было и Знамя полка. Свои знамёна (стяги) имели подполковники и майоры, под ними в поход и бой же шли и их роты.

Офицерам места иметь по сему: капитан посередь роты, (под)поручику с правой стороны, фендриху, а буде нет, то сержанту, с левой, по концам роты. Всем сим стоять место в первой или другой шеренге спереди, отнюдь не стоять позади, дабы удобнее было видеть и повелевать. Поручику назади смотреть над всей линеей своей роты, капралам каждому у своего капральства с правой стороны той же шеренги стоять и смотреть над солдатами, чтобы то исправно было, что прикажет вышней офицер; сержанту у роты так поступать, как майору в полку, каптенармусу и фуриру помогать порутчику позади.— «Учреждение к бою по настоящему времени», 1708 год, с поправками рукою Петра I.
В конце XVII — начале XVIII веков Пётр Великий ввёл единую систему чинов (воинских должностей — званий) и иных званий, и закрепил её в Табели о рангах (куда вошли только офицерские должности — звания) в соответствии с придворными и гражданскими чинами. Низшим офицерским чином был прапорщик, высшим — генерал-фельдмаршал (несколько раз присваивающееся в XVIII веке чин генералиссимуса своего ранга не имел).
То, что сейчас понимают как воинские звания, как то: полковник, майор, капитан, поручик, сержант и другие в те времена существовали как конкретные воинские должности. Майор (в переводе с голландского старший) являлся старшим офицером в полку и следил за исполнением службы остальными офицерами полка. Капитан командовал формированием численностью около 100 человек, ему при этом помогали два — три поручика (офицер для поручений), сержант контролировал исполнение приказов капитана солдатами. Прапорщиком назывался военнослужащий, носящий в бою знамя (прапор). Существовало много воинских должностей, которые в современных вооружённых силах не стали воинскими званиями — квартирмейстер, провиантмейстер, аудитор, лейбшиц, каптенармус, фискал и так далее. Только к началу XIX века в России окончательно определяются: воинская должность — возложенные на военнослужащего обязанности и воинское звание — должностная квалификация, умения, способности, служебный опыт и право военнослужащего занимать определённые должности.

Приказ о назначении командного состава на средние и тяжёлые танки № 0400 9 октября 1941 г.

Для повышения боеспособности танковых войск, лучшего их боевого использования во взаимодействии с другими родами войск назначать:

1. На должности командиров средних танков — младших лейтенантов и лейтенантов.

2. На должности командиров взводов средних танков — старших лейтенантов.

3. На должности командиров рот танков КВ — капитанов — майоров.

4. На должности командиров рот средних танков — капитанов.

5. На должности командиров батальонов тяжёлых и средних танков — майоров, подполковников.

Начальнику Финансового управления Красной Армии внести соответствующие изменения в оклады содержания.

Народный комиссар обороны И. Сталин— ф. 4, оп. 11, д. 66, л. 167. Подлинник.

## Виды
Воинские должности бывают типовые и не типовые, а также:
- Командные[14] (Командир) и Военно-административные[14] (Начальник);
  - сержантские (старшинские);
  - прапорщиков (мичманов);
  - офицерские;
- Рядовые:
  - солдатские (матросские);
- Строевые (ранее, военные чины, относящийся к военному стро́ю)[15];
- Нестроевые[16] — не назначенные для строя (ранее, военные чины, не для боя: денщики, мастеровые, погонщики, прислужники, писаря, обозные, врачи, чиновники и прочие)[15]. Также назывались Нефронтовые—не назначенные для Фронта, для боевого, линейного войска. Нестроевые (Нефронтовые) чины — военные чины, по роду своей службы, не принадлежащий к строю (фронту).
- Штатные — воинские должности в соответствии со штатом (ОШС);
- Внештатные — воинские должности на которые назначаются сверх штата (ОШС);
- Нештатные — воинские должности которые не предусмотрена по штату (ОШС);

## Типы
- Командные;
- Штабные;
- Инженерные (технические);
- Профессорско-преподавательские;

## Россия
Воинской должностью определяется характер выполняемых служебных обязанностей военнослужащих по осуществлению им задач и функций соответствующего формирования (органа, организации) где предусмотрено прохождение особого вида государственной службы в сфере обороны и безопасности, обязанности и права, поощрения и ответственность, а также требования к его профессиональной подготовке на данной воинской должности. В России воинская должность есть учреждённая в установленном порядке, в соответствии с Российским законодательством, первичная структурная единица в государственной военной организации или федеральном органе исполнительной власти, в которых в соответствии с законом предусмотрена военная служба, отражающая содержание и объём должностных полномочий занимающего её лица. С понятием воинской должности, как основным, связаны все другие вопросы, касающиеся военной службы.
Так, комплексом обязанностей, соответствующих им прав и пределов ответственности, юридически закреплённых в различных нормативных правовых актах (должностных инструкциях, положениях об органах управления, общевоинских уставах Вооружённых Сил Российской Федерации, положениях о прохождении воинской службы различных категорий военнослужащих и так далее), обусловливается содержание военно-служебных отношений, складывающихся, во-первых, между военнослужащим и федеральным органом исполнительной власти, в котором предусмотрена военная служба, в связи с назначением на воинскую должность и, во-вторых, между военнослужащим и другими субъектами военно-служебных отношений в процессе осуществления им своей служебной деятельности (так называемый социальный статус воинской должности).
Должностные полномочия представляют собой часть компетенции органа и являются главным элементом правового статуса воинской должности. Если компетенция государственного органа — это система его полномочий, то есть прав и обязанностей, носящих внешне властный характер, то правовой статус воинской должности, являющейся первичной структурной единицей государственного органа или организации, можно рассматривать как совокупность персонифицированных обязанностей и прав по исполняемой воинской должности, связанной с осуществлением государственных функций (применительно к военной службе — в сфере обороны и безопасности).
Каждый военнослужащий имеет должностные обязанности, которые определяют объём и пределы практического выполнения порученных ему согласно занимаемой воинской должности функций и задач. Эти обязанности определяются воинскими уставами, а также руководствами, наставлениями, положениями, инструкциями или письменными приказами прямых начальников. Должностные права носят обеспечительный характер, их объём призван создать военнослужащему надлежащие условия для выполнения обязанностей.
Военнослужащий может занимать только одну воинскую должность или иную должность (например, государственного служащего при его прикомандировании в порядке, установленном ст. 44 Закона «О воинской обязанности и военной службе»). Законом допускается временное возложение исполнения обязанностей по воинской должности (ВрИД), которую он не занимает, при этом он освобождается от исполнения обязанностей по занимаемой воинской должности, но от занимаемой воинской должности не освобождается (п. 1 ст. 12 Положения о порядке прохождения военной службы).
Каждой воинской должности (должности) должно соответствовать одно воинское звание, то есть не допускается утверждение перечней воинских должностей и штатов, в которых есть так называемые вилочные должности (например, подполковник — полковник). П. 3 статьи 42 Закона устанавливает порядок утверждения воинских должностей).
Президент Российской Федерации утверждает:
- единый перечень воинских должностей, подлежащих замещению высшими офицерами в Вооружённых Силах Российской Федерации, других войсках, воинских формированиях и органах;
- общее количество воинских должностей, подлежащих замещению полковниками, капитанами 1 ранга в Вооружённых Силах Российской Федерации, других войсках, воинских формированиях и органах.

Назначение офицеров на воинские должности, для которых штатом предусмотрены воинские звания высших офицеров, осуществляется указами Президента Российской Федерации.
Министр обороны России, руководитель иного федерального органа исполнительной власти, в котором комментируемым Законом предусмотрена военная служба, определяет порядок утверждения Перечня иных воинских должностей, и он же назначает военнослужащих на следующие воинские должности, для которых штатом предусмотрены воинские звания полковника, капитана 1 ранга:
- а) командир полка, другой равной воинской части (арсенала, испытательного центра, базы хранения и снабжения), бригады;
- б) заместитель командира бригады, дивизии, корпуса и им равных соединений, заместитель командующего армией и ей равных объединений;
- в) заместитель (помощник) командующего (командира), начальника рода войск и службы, начальник управления, направления и его заместитель, начальник штаба тыла, начальник отдела военного округа (группы войск, округа Военно-воздушных сил и противовоздушной обороны), флота (группировки войск и сил), воздушно-десантных войск, главного командования вида Вооружённых Сил Российской Федерации, главного, центрального управления, начальник, заместитель начальника самостоятельного направления (отдела, службы) Министерства обороны Российской Федерации (федерального органа исполнительной власти, в котором предусмотрена военная служба);
- г) заместитель начальника штаба, начальник рода войск и службы, начальник отдела кадров корпуса, армии и им равных объединений;
- д) военный комиссар;
- е) начальник, его заместитель и помощник, начальник отдела и службы, начальник управления научно-исследовательской организации;
- ж) заместитель начальника и его помощник, начальник отдела и службы, начальник и заместитель начальника факультета, начальник кафедры и заместитель начальника кафедры военной академии и военного университета;
- з) начальник, его заместитель и помощник, начальник отдела и службы, начальник кафедры военного института, филиала военной академии и университета, военного училища;
- и) начальник, его заместитель и помощник, начальник отдела, службы, отделения и лаборатории медицинского учреждения Министерства обороны Российской Федерации (федерального органа исполнительной власти, в котором предусмотрена военная служба);
- к) начальник военной кафедры (факультета) при образовательном учреждении высшего профессионального образования;
- л) военнослужащий главного, центрального и другого управления Министерства обороны Российской Федерации или Вооружённых Сил Российской Федерации (федерального органа исполнительной власти, в котором предусмотрена военная служба), непосредственно подчинённого руководителю федерального органа исполнительной власти, в котором предусмотрена военная служба, а также военнослужащий, непосредственно подчинённый руководителю федерального органа исполнительной власти, в котором предусмотрена военная служба.

В перечнях иных воинских должностей определяются воинские должности, которые могут замещаться военнослужащими женского пола, гражданским персоналом или замещаются на конкурсной основе.
Военнослужащий, проходящий военную службу по контракту, вправе предложить на рассмотрение соответствующей аттестационной комиссии свою кандидатуру для назначения на освобождающуюся или вакантную воинскую должность.

### Размеры должностных окладов
Размеры должностных окладов (тарифных разрядов) военнослужащих в ВС России:
Таблица окладов денежного содержания по некоторым воинским должностям (с 2012 года):
| Типовая воинская должность | тарифный разряд | оклад (в рублях) |
| --- | --------------- | ---------------- |
| Начальник главного управления, руководитель (директор) департамента: Минобороны России, МЧС России; командующий родом войск Вооружённых Сил Российской Федерации; командующий войсками военного округа; начальник: регионального центра МЧС России, национального центра управления в кризисных ситуациях; заместитель главнокомандующего внутренними войсками МВД России | 47              | 40 000           |
| Начальник отдела: в главном управлении, департаменте Минобороны России, МЧС России, в главном командовании внутренних войск МВД России | 33 — 32         | 31 500           |
| Начальник группы: в управлении (отделе главного управления, департамента) Минобороны России, в главном командовании внутренних войск МВД России | 28              | 29 000           |
| Старший офицер: в управлении (отделе главного управления, департамента) Минобороны России, в департаменте (управлении) МЧС России, в управлении (отделе управления) Спецстроя России, в главном командовании внутренних войск МВД России | 26              | 28 000           |
| Офицер: в управлении (отделе главного управления, департамента) Минобороны России, в департаменте (управлении) МЧС России, в управлении (отделе управления) Спецстроя России, в главном командовании внутренних войск МВД России | 23              | 26 500           |
| Начальник главного управления МЧС России по субъекту Российской Федерации с численностью населения свыше 2,5 млн человек | 42              | 35 500           |
| Командир: мотострелковой (танковой) бригады, отдельной бригады внутренних войск МВД России; начальник отдела в управлении армии; начальник управления дорожного строительства Спецстроя России | 28              | 29 000           |
| Командир: мотострелкового (танкового) полка, полка внутренних войск МВД России; начальник спасательного центра МЧС России | 23              | 26 500           |
| Командир: мотострелкового (танкового) батальона, ракетного (артиллерийского) дивизиона, стрелкового батальона внутренних войск МВД России, спасательного отряда МЧС России | 18              | 24 000           |
| Командир: мотострелковой (танковой, спасательной) роты, зенитно-ракетной батареи, стрелковой роты внутренних войск МВД России | 14              | 22 000           |
| Командир: мотострелкового (танкового, спасательного) взвода, стрелкового взвода внутренних войск МВД России | 10              | 20 000           |
| Первичные воинские должности солдат и матросов, проходящих военную службу по контракту (за исключением воинских должностей курсантов военных образовательных учреждений профессионального образования) | 1               | 10 000           |
| Курсант военного образовательного учреждения профессионального образования (для военнослужащих из числа граждан, не проходивших военную службу до поступления на обучение в военные образовательные учреждения профессионального образования либо поступивших на обучение в эти образовательные учреждения из запаса)                                                     | 1               | 7000             |

## Сокращения
- ИД — исполняющий должность;
  - ВрИД — временно исполняющий должность;
- ИО — исполняющий обязанности;
  - ВрИО — временно исполняющий обязанности.